# Glossostelma nyikense
Glossostelma nyikense är en oleanderväxtart som beskrevs av D.J. Goyder. Glossostelma nyikense ingår i släktet Glossostelma och familjen oleanderväxter. Inga underarter finns listade i Catalogue of Life.